# Henri de Gavardie

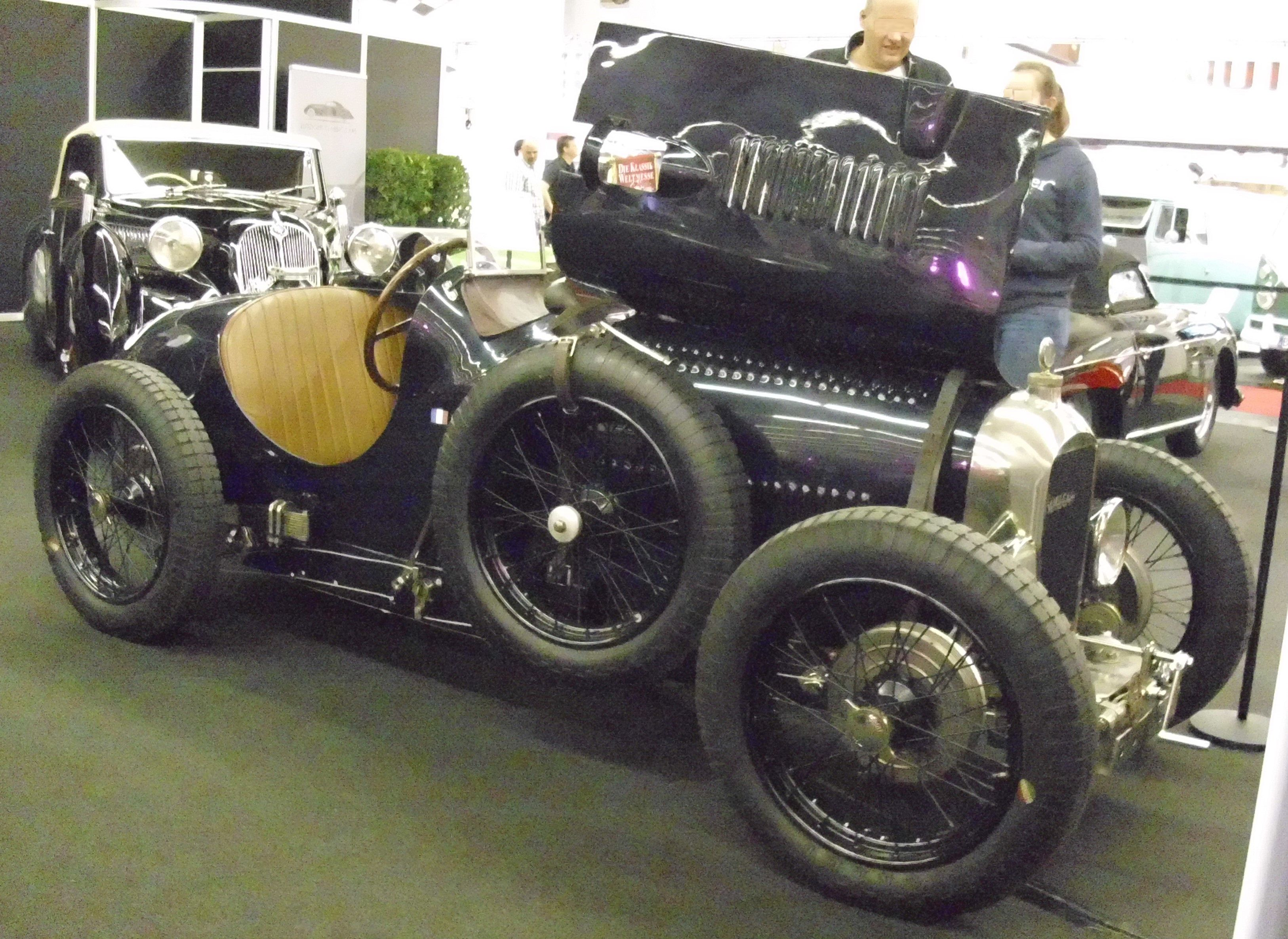
Auf einem Amilcar CO startete Henri de Gavardie beim 24-Stunden-Rennen von Le Mans 1933

Henri Dominique Dufaur de Gavardie Monclar (* 15. Dezember 1903 in La Roche-sur-Yon; † 31. Oktober 1944 in Chenevières) war ein französischer Autorennfahrer und Mitglied der Forces françaises libres im Zweiten Weltkrieg.

## Familie und Krieg
Henri de Gavardie war ein Abkömmling der französischen Adelsfamilie Dufaur de Gavardie Monclar. Sein Graoßvater war der kaiserliche Staatsanwalt Pierre Henri Dufaur de Gavardie Monclar (1823–1910). Sein Vater, Pierre Michel Edouard Gustave Dufaur de Gavardie Monclar (1868–1914), verheiratet mit der Baronesse Louise Sophie David (1874–1957), war Capitaine des 93. Infanterie-Regiments und fiel zu Beginn des Ersten Weltkriegs.
Henri de Gavardie hatte neun Geschwister, drei Schwestern und sechs Brüder. Einer seiner Brüder, Jean Bertrand Dufaur de Gavardie Monclar, war ebenfalls Autorennfahrer. Im Zweiten Weltkrieg war er Kommandant eine Panzereinheit und fiel im Oktober 1944 bei einem Gefecht in der Nähe von Brouville.

## Karriere als Rennfahrer
Henri de Gavardie startete 1933 gemeinsam mit seinem Bruder auf einem Amilcar CO Spéciale Martin beim 24-Stunden-Rennen von Le Mans und erreichte den 12. Gesamtrang.

## Statistik

### Le-Mans-Ergebnisse
| Jahr | Team             | Fahrzeug                   | Teamkollege      | Platzierung | Ausfallgrund |
| ---- | ---------------- | -------------------------- | ---------------- | ----------- | ------------ |
| 1933 | Équipe de l’Ours | Amilcar CO Spéciale Martin | Jean de Gavardie | Rang 12     |              |